# Le Amazzoni - Donne d'amore e di guerra
Le Amazzoni - Donne d'amore e di guerra è un film del 1973 diretto da Alfonso Brescia.

## Trama
Le Amazzoni, guidate dalla feroce regina Antiope, vanno a caccia di uomini solo per usarli in lavori forzati. Gli abitanti di Leocos vengono animati alla difesa di Valeria, indomita figlia del capo che assolda quattro briganti, comandati da Zeno, cui affida l'istruzione militare di uomini e donne, dietro compenso di cibo, pelli e donne.